# 苏州河深层排水调蓄管道系统工程
苏州河深层排水调蓄管道系统工程，简称苏州河深隧，是上海市计划在苏州河地下50米至60米建设的大型储水和排水管道工程，建成后可提高沿线地区的排水能力，并减少因排水系统过载产生的直排污染。工程主线全长15.3公里，隧道内径10米，外径11.3米，可容纳74万立方米雨水，目前仅试验性建设了最西端的两座竖井及其间隧道，其余区段工程尚无续建时间表。

## 背景
苏州河市区段沿线共有25个排水系统，服务面积57.92平方公里，大部分为一年一遇标准，不满足现行“重现期不低于3~5年”的标准；专门应对汛期的除涝排水泵站仅建成一半，遇短时暴雨天气时经常发生积水；另外苏州河本身水位超过警戒水位时沿线排水泵站也无法运作。沿线已建成的成都路、新昌平、梦清园、江苏路、芙蓉江、新师大共六座调蓄池，总容积约7.42万立方米。据沿线泵站2004至2019年实测雨量统计，工程沿线地区平均年降雨量为1067毫米，统计范围内最大年降雨量为1593毫米（2015年）。

## 排水功能设计

深隧主线及沿线的8座设施。主线与北横通道隧道有长距离并行

深隧沿线设8座综合设施，连接沿线25个排水系统的二级输送管道和三级收集管道。雨天时，雨水和污水从支线管道排进深隧；不下雨时通过提升泵站将污水抽出，输送至竹园污水处理厂处理。为节约用地，苏州河深隧工程计划将大部分建筑和设施布置在地下，地面以景观绿化为主。二、三级管道于地下30米接入综合设施，进入预处理层，通过格栅和沉砂池拦截较大的杂物，臭气由位于地下6米的除臭设备抽走。污水进入主线隧道的入流竖井为阶梯旋流设计。操作层位于地下6米，地下6米至15米为缓冲层，可防止雨水漫入操作层。深隧工程设计截留量为单次降雨22.5毫米；在气象统计中，沿线地区单场≤22.5毫米的降雨次数占全部降雨次数的91.5%，降雨量占74%。提升泵站设于梦清园综合设施内部，泵站规模15立方米每秒；竹园污水处理厂将增加一处初期雨水处理厂，处理流程相对简化，只在连续强降雨、深隧空间已满时应急用。

## 隧道土建
试验段工程由全线最西端的苗圃工作井、云岭西工作井以及其间盾构隧道组成，二井皆为圆形。苗圃工作井深56.3米、内径30米，云岭西工作井深58.65米、内径34.5米。云岭西竖井地下连续墙深达150米，底板为3米厚的钢筋混凝土，是上海以及中国软土地区最深基坑。试验段盾构区间采用泥水气压平衡盾构，外径11.73米，埋深51.6-53.2米。
全线工程将5次与北横通道（盾构段外径15米）相遇，其中包含一段长距离并行，二者将在内环（中山西路）苏州河桥处同时穿过新老两座桥的桩基。规划中云岭西路隧道在苗圃竖井附近上穿深隧主线并与深隧二级管道并行。

## 试验段建设
工程曾有2016年内试点开工、“十三五”末（即2020年）全面建成的计划，未实现。深隧工程试验段实际于2017年12月30日起试验性建设首幅150米地下连续墙，2018年1月10日正式开工，2021年1月25日云岭西竖井封底，2021年9月7日苗圃竖井封底，后续未有继续推进其他区段工程。试验段主线隧道至2023年2月仅完成3环掘进，目前进度未知。